# Danh sách bài hát thu âm bởi Twice
Đây là danh sách các bài hát của nhóm nhạc nữ Hàn Quốc Twice.
| Song released as a single | Đĩa đơn được phát hành                           |
| ‡                         | Bài hát có cả phiên bản tiếng Nhật và tiếng Hàn. |

## 0-9
| Bài hát                         | Writer                                                | Album                   | Năm  | Chú thích |
| ------------------------------- | ----------------------------------------------------- | ----------------------- | ---- | --------- |
| "1 to 10"                       | Chloe Noday                                           | Twicecoaster: Lane 1    | 2016 | [ 1 ]     |
| "24/7"                          | Nayeon Jihyo Daniel Caesar Ludwig Lindell Cazzi Opeia | Twicetagram             | 2017 | [ 2 ]     |
| 21:29                           | Twice                                                 | Feel Special            | 2019 |           |
| 1,3, 2 (Jeongyeon, Mina, Tzuyu) | Sim Eun Jin                                           | Formula of Love: O+T=<3 | 2021 |           |

## A
| Bài hát      | Writer              | Album         | Năm  | Chú thích |
| ------------ | ------------------- | ------------- | ---- | --------- |
| "After Moon" | Iggy C-no Woong Kim | Yes or Yes    | 2018 | [ 3 ]     |
| Alcohol-Free | J.Y. Park           | Taste of Love | 2021 |           |

## B
| Bài hát          | Writer                                                    | Album          | Năm  | Chú thích   |
| ---------------- | --------------------------------------------------------- | -------------- | ---- | ----------- |
| "Brand New Girl" | Na.Zu.Na Yu-ki Kokubo M.I                                 | Candy Pop BDZ  | 2018 | [ 4 ] [ 5 ] |
| "BDZ" ‡          | J.Y. Park Shoko Fujibayashi Yu Shimoji                    | BDZ            | 2018 | [ 5 ]       |
| "Be As One" ‡    | Risa Horie Kim Seung-soo Choi Hyun-jun                    | BDZ            | 2018 | [ 5 ]       |
| "Breakthrough"   | Yu Shimoji ( Original lyrics) Olivia Choi (Korean lyrics) | Breakthrough   | 2019 | [ 6 ]       |
| Bring it back    | Dahyun                                                    | Eyes wide open | 2020 |             |
| Believer         | Kenzie                                                    | Eyes wide open | 2020 |             |
| Behind The Mask  | Heize                                                     | Eyes wide open | 2020 |             |
| Baby Blue Love   | Nayeon                                                    | Taste of Love  | 2021 |             |
| BETTER           |                                                           | Perfect World  | 2021 |             |

## C
| Bài hát                       | Writer                                                                          | Album                   | Năm  | Chú thích                               |
| ----------------------------- | ------------------------------------------------------------------------------- | ----------------------- | ---- | --------------------------------------- |
| "Candy Boy"                   | Kim Eun-soo Ryan Marrone Julia Michaels Chloe Leighton Garrick Smith            | The Story Begins        | 2015 | [ 7 ]                                   |
| "Cheer Up" ‡                  | Sam Lewis Black Eyed Pilseung                                                   | Page Two                | 2016 | [ 8 ]                                   |
| "Chillax"                     | Galactika Lee Woo-min Valeria Del Prete                                         | Summer Nights           | 2018 | [ 9 ]                                   |
| "Candy Pop"                   | Min Lee Mayu Wakisaka                                                           | Candy Pop BDZ           | 2018 | [ 4 ] [ 5 ]                             |
| Cry For Me                    | Heize (Original lyrics) J.Y. Park (Original lyrics) Sophia Pae (English lyrics) | Cry For Me              | 2020 |                                         |
| Conversation                  | Sana                                                                            | Taste of Love           | 2021 |                                         |
| Cruel                         | Dahyun                                                                          | Formula of Love: O+T=<3 | 2021 |                                         |
| Cactus (선인장)               | Jihyo                                                                           | Formula of Love: O+T=<3 | 2021 | Jihyo tham gia sáng tác cùng Coke Paris |
| Candy                         | \| Lewis Shay "Shift K3Y" Jankel \|                                             | Formula of Love: O+T=<3 | 2021 |                                         |
| Lewis Shay "Shift K3Y" Jankel |                                                                                 |                         |      |                                         |

## D
| Bài hát                   | Writer | Album            | Năm  | Chú thích |
| ------------------------- | --- | ---------------- | ---- | --------- |
| "Do It Again (다시 해줘)" | Glen Choi Fingazz J.Y. Park                                                                                          | The Story Begins | 2015 | [ 7 ]     |
| "Ding Dong"               | Jowul Risto Asikainen Antti Hynninen                                                                                 | Twicetagram      | 2017 | [ 2 ]     |
| "Don't Give Up (힘내!)    | Chaeyoung Chris Wahle Thomas Harsem Andreas Ohrn                                                                     | Twicetagram      | 2017 | [ 2 ]     |
| "Deja Vu"                 | Chloe Hayley Aitken Jan Hallvard Larsen Eirik Johansen Anne Judith Stokke Wik Ronny Vidar Svendsen Nermin Harambasic | What Is Love?    | 2018 | [ 10 ]    |
| "Dance the Night Away" ‡  | Wheesung Anne Judith Stokke Wik Moonshine Moa Anna Carlebecker Forsell Seung-eun Oh Andreas Baertels                 | Summer Nights    | 2018 | [ 9 ]     |
| Don't call me again       | Park Lee-soo | More&More        | 2020 |           |
| Do what we like           | Sana | Eyes wide open   | 2020 |           |
| Depend on you             | Nayeon | Eyes wide open   | 2020 |           |

## E
| Bài hát                  | Writer | Album                   | Năm  | Chú thích |
| ------------------------ | --- | ----------------------- | ---- | --------- |
| "Eye Eye Eyes"           | Jihyo Chaeyoung Lise Kristin Kvenseth Erlend Elvesveen Jo Sverre Sande Tone Ravna Bjørnstad Rune Helmersen Elizaveta Vassilieva | Signal                  | 2017 | [ 11 ]    |
| Espresso                 | \| - Mospick - Young Chance \|                                                                                                  | Formula of Love: O+T=<3 | 2021 |           |
| - Mospick - Young Chance | |                         |      |           |

## F
| Bài hát                       | Writer                                  | Album                   | Năm  | Chú thích |
| ----------------------------- | --------------------------------------- | ----------------------- | ---- | --------- |
| "FFW"                         | Kiggen Assbrass Reign Write NAOtheLAIZA | Twicetagram             | 2017 | [ 2 ]     |
| "Fancy"                       | Black Eyed Pilseung Jeon Gun            | Fancy You               | 2019 | [ 12 ]    |
| Feel Special                  | J.Y. Park                               | Feel Special            | 2019 |           |
| Firework                      | Kim Soo-jeong                           | More&More               | 2020 |           |
| First time                    | Jihyo                                   | Taste of Love           | 2021 |           |
| Fanfare                       |                                         | Perfect World           | 2021 |           |
| Four-leaf Clover              |                                         | Perfect World           | 2021 |           |
| F.I.L.A. (Fall in Love Again) | Nayeon                                  | Formula of Love: O+T=<3 | 2021 |           |

## G
| Bài hát                  | Writer                                                              | Album            | Năm  | Chú thích |
| ------------------------ | ------------------------------------------------------------------- | ---------------- | ---- | --------- |
| "Going Crazy (미쳤나봐)" | Daniel Kim Kebee Jake K (Full8loom) 220 Sophia Pae Sam Gray         | The Story Begins | 2015 | [ 7 ]     |
| "Girls Like Us"          | Jihyo Charli XCX Uzoechi Emenike Dimitri Tikovoï Maya von Doll MNEK | Fancy You        | 2019 | [ 13 ]    |
| Get Loud                 | Jihyo JQ                                                            | Feel Special     | 2019 |           |
| Go Hard                  | Friday                                                              | Eyes wide open   | 2020 |           |
| Good at Love             |                                                                     | Perfect World    | 2021 |           |

## H
| Bài hát                         | Writer                  | Album                       | Năm  | Chú thích |
| ------------------------------- | ----------------------- | --------------------------- | ---- | --------- |
| Heart Shaker                    | Galactika               | Merry & Happy               | 2017 |           |
| HO!                             | Jihyo                   | What Is Love? Summer Nights | 2018 |           |
| HOT                             | Momo Kang Eun-jeong     | Fancy You                   | 2019 |           |
| Hell in Heaven                  | Sim Eun Jin Lee Hae-sol | Eyes wide open              | 2020 |           |
| Handle it                       | Chaeyoung               | Eyes wide open              | 2020 |           |
| Hello (Nayeon, Momo, Chaeyoung) | - Davidior - Jed - Luke | Formula of Love: O+T=<3     | 2021 |           |

## I
| Bài hát                                           | Writer                                               | Album                       | Năm  | Chú thích |
| ------------------------------------------------- | ---------------------------------------------------- | --------------------------- | ---- | --------- |
| "I'm Gonna be A Star"                             | Park Frants The Vanderveers Olltii                   | Page Two (Physical Edition) | 2016 | [ 8 ]     |
| "Ice Cream (녹아요)"                              | Kim Chang-rak Han Kyung-soo Choi Han-seol Pink Hound | Twicecoaster: Lane 2        | 2017 | [ 14 ]    |
| "I Want You Back"                                 | The Corporation                                      | BDZ                         | 2018 | [ 5 ]     |
| I can't stop me                                   | J.Y. Park Sim Eun Jin                                | Eyes wide open              | 2020 |           |
| I Love You More Than Anyone" (누구보다 널 사랑해) | Joomin                                               | Hospital Playlist: Season 2 | 2021 | OST       |
| In the summer                                     |                                                      | Perfect World               | 2021 |           |
| Icon                                              | \| - GG Ramirez - Melanie Fontana \|                 | Formula of Love: O+T=<3     | 2021 |           |
| - GG Ramirez - Melanie Fontana                    |                                                      |                             |      |           |

## J
| Bài hát                              | Writer                                  | Album                | Năm  | Chú thích |
| ------------------------------------ | --------------------------------------- | -------------------- | ---- | --------- |
| "Jelly Jelly"                        | Jowul east4A Ashley Mounts Kim Hee-deok | Twicecoaster: Lane 1 | 2016 | [ 1 ]     |
| "Jaljayo Good Night (잘자요 굿나잇)" | Kevin Oppa                              | Twicetagram          | 2017 | [ 2 ]     |

## K
| Bài hát         | Writer                            | Album                | Năm  | Chú thích |
| --------------- | --------------------------------- | -------------------- | ---- | --------- |
| "Knock Knock" ‡ | Min Lee Sim Eun-jee Mayu Wakisaka | Twicecoaster: Lane 2 | 2017 | [ 14 ]    |
| Kura Kura       |                                   | Perfect World        | 2021 |           |

## L
| Bài hát                        | Writer                                                           | Album                   | Năm  | Chú thích |
| ------------------------------ | ---------------------------------------------------------------- | ----------------------- | ---- | --------- |
| "Like Ooh-Ahh (OOH-AHH하게)" ‡ | Black Eyed Pilseung Lewis                                        | The Story Begins        | 2015 | [ 7 ]     |
| "Like A Fool"                  | Daniel Kim Mayu Wakisaka                                         | The Story Begins        | 2015 | [ 7 ]     |
| "Likey" ‡                      | Black Eyed Pilseung Jeon Gun Mayu Wakisaka (Japanese adaptation) | Twicetagram             | 2017 | [ 2 ]     |
| "Look at Me (날 바라바라봐)"   | Frants Hyerim                                                    | Twicetagram             | 2017 | [ 2 ]     |
| "Love Line"                    | Jeongyeon Darren Smith Tammy Infusino                            | Twicetagram             | 2017 | [ 2 ]     |
| "Luv Me"                       | Yuka Matsumoto Albin Nordqvist Malin Johansson Susumu Kawaguchi  | One More Time           | 2018 | [ 15 ]    |
| "L.O.V.E"                      | Na.Zu.Na Yu-ki Kokubo Yhanael                                    | BDZ                     | 2018 | [ 5 ]     |
| "LaLaLa"                       | Jeongyeon Albi Albertsson Akina Ingold                           | Yes or Yes              | 2018 | [ 3 ]     |
| Love Foolish                   | Sim Eun Jin Momo                                                 | Feel Special            | 2019 |           |
| Last Waltz                     | Sim Eun Jin                                                      | Formula of Love: O+T=<3 | 2021 |           |

## M
| Bài hát                           | Writer                                             | Album                   | Năm  | Chú thích |
| --------------------------------- | -------------------------------------------------- | ----------------------- | ---- | --------- |
| "My Headphones On (Headphone 써)" | Kim Eun-soo Didrik Thott Niclas Kings Ylva Dimberg | Page Two                | 2016 | [ 8 ]     |
| "Missing U"                       | earattack Dahyun Chaeyoung                         | Twicetagram             | 2017 | [ 2 ]     |
| "Merry & Happy"                   | Joe Lawrence Dawn Elektra Sam Hocking J.Y. Park    | Merry & Happy           | 2017 | [ 16 ]    |
| More&More                         | J.Y. Park BIBI                                     | More&More               | 2020 |           |
| Make Me Go                        | Nayeon                                             | More&More               | 2020 |           |
| Moonlight                         | - Destiny Rogers - Jake Torrey - Michael Pollack   | Formula of Love: O+T=<3 | 2021 |           |

## N
| Bài hát     | Writer                    | Album                | Năm  | Chú thích |
| ----------- | ------------------------- | -------------------- | ---- | --------- |
| "Next Page" | Maeel Joe J. Lee "Kairos" | Twicecoaster: Lane 1 | 2016 | [ 1 ]     |

## O
| Bài hát              | Writer                                                            | Album                | Năm  | Chú thích    |
| -------------------- | ----------------------------------------------------------------- | -------------------- | ---- | ------------ |
| "One in A Million"   | mr.cho Sebastian Thott Didrik Thott Andreas Öberg Danielle Senior | Twicecoaster: Lane 1 | 2016 | [ 1 ]        |
| "Only You (Only 너)" | David Anthony Eames Debbie-Jane Blackwell 72 Ha:tfelt             | Signal               | 2017 | [ 11 ]       |
| "One More Time"      | Natsumi Watanabe Yhanael Na.Zu.Na Yu-ki Kokubo                    | One More Time BDZ    | 2017 | [ 5 ] [ 15 ] |
| Oxygen               | JQ Jeong Il-kwon                                                  | More&More            | 2020 |              |

## P
| Bài hát                           | Writer                                 | Album                   | Năm  | Chú thích |
| --------------------------------- | -------------------------------------- | ----------------------- | ---- | --------- |
| "Precious Love (소중한 사랑)"     | J.Y. Park Chaeyoung                    | Page Two                | 2016 | [ 8 ]     |
| "Ponytail"                        | Lee Sin-seong ZigZag Note              | Twicecoaster: Lane 1    | 2016 | [ 1 ]     |
| "Pit-A-Pat"                       | Yorkie Kang Ji-won Im Kwang-uk         | Twicecoaster: Lane 1    | 2016 | [ 1 ]     |
| "Pink Lemonade"                   | Lauren Kaori Yu-ki Kokubo Kohei Yokono | Wake Me Up              | 2018 | [ 17 ]    |
| Perfect World                     |                                        | Perfect World           | 2021 |           |
| PIECES OF LOVE                    |                                        | Perfect World           | 2021 |           |
| PROMISE                           |                                        | Perfect World           | 2021 |           |
| Push & Pull (Sana, Jihyo, Dahyun) | Lee Seu-ran                            | Formula of Love: O+T=<3 | 2021 |           |

## Q
| Bài hát | Writer | Album          | Năm  | Chú thích |
| ------- | ------ | -------------- | ---- | --------- |
| Queen   | Dahyun | Eyes wide open | 2020 |           |

## R
| Bài hát                 | Writer                        | Album                   | Năm  | Chú thích |
| ----------------------- | ----------------------------- | ----------------------- | ---- | --------- |
| "Rollin'"               | earattack Yooki Fox Stevenson | Twicetagram             | 2017 | [ 2 ]     |
| Rainbow                 | Nayeon                        | Feel Special            | 2019 |           |
| Real you                | Jihyo                         | Formula of Love: O+T=<3 | 2021 |           |
| Rewind (알고 싶지 않아) | e.one                         | Formula of Love: O+T=<3 | 2021 |           |

## S
| Bài hát               | Writer                                                                                            | Album                    | Năm  | Chú thích |
| --------------------- | ------------------------------------------------------------------------------------------------- | ------------------------ | ---- | --------- |
| "Signal" ‡            | J.Y. Park "The Asiansoul" Kairos                                                                  | Signal                   | 2017 | [ 11 ]    |
| "Someone Like Me"     | Park Won Ronny Vidar Svendsen Anne Judith Stokke Wik Nermin Harambašić Moa Anna Maria Carlebecker | Signal                   | 2017 | [ 11 ]    |
| "Sweet Talker"        | Jeongyeon Chaeyoung Erik Lidbom MLC Julie Yu                                                      | What Is Love             | 2018 | [ 10 ]    |
| "Say Yes"             | Monotree                                                                                          | What Is Love             | 2018 | [ 10 ]    |
| "Stuck"               | Galactika Frants Valeria Del Prete Sean Alexander                                                 | What Is Love             | 2018 | [ 10 ]    |
| "Shot Thru The Heart" | Momo Sana Mina David Anthony Eames Sophie White Amy Richardson Mayu Wakisaka                      | Summer Nights            | 2018 | [ 9 ]     |
| "Say It Again"        | Min Lee Mayu Wakisaka                                                                             | BDZ                      | 2018 | [ 5 ]     |
| "Sunset"              | Jihyo Maria Marcus Lisa Desmond Fast Lane Secret Weapon                                           | Yes or Yes               | 2018 | [ 3 ]     |
| "Say You Love Me"     | Sophia Pae Secret Weapon                                                                          | Yes or Yes               | 2018 | [ 3 ]     |
| "Stay By My Side"     | Fredrik "Figge" Boström Lauren Kaori Malin Johansson Atsushi Shimada                              | BDZ (Repackaged Edition) | 2018 | [ 18 ]    |
| "Strawberry"          | Chaeyoung Kim Eun-soo                                                                             | Fancy You                | 2019 | [ 13 ]    |
| "Stuck In My Head"    | Lee Seu-ran                                                                                       | Fancy You                | 2019 | [ 13 ]    |
| Shadow                | Jo Yun-gyeong                                                                                     | More&More                | 2020 |           |
| Sweet Summer Day      | Jeongyeon Chaeyoung                                                                               | More&More                |      |           |
| Shot Clock            | Kim Yeon-seo                                                                                      | Eyes wide open           | 2020 |           |
| Say someting          | Jung Ho-hyun Iki                                                                                  | Eyes wide open           | 2020 |           |
| Scientist             | Sim Eun Jin                                                                                       | Formula of Love: O+T=<3  | 2021 |           |

## T
| Bài hát                                         | Writer                                                                                    | Album                | Năm  | Chú thích |
| ----------------------------------------------- | ----------------------------------------------------------------------------------------- | -------------------- | ---- | --------- |
| "Truth"                                         | Anne Judith Wik Nermin Harambasic Jin-suk Choi Tatiauna Matthews Xin Xin Gao              | The Story Begins     | 2015 | [ 7 ]     |
| "Touchdown"                                     | Mafly Krissie Karlsson Karl Karlsson Nicki Karlsson EJ Show                               | Page Two             | 2016 | [ 8 ]     |
| "Tuk Tok (툭하면 톡)"                           | Kim Min-ji Choi Jin-suk Ronald "AV" Ndlovu Emmanuel Jimenez Courtney Woolsey Stacy Hebert | Page Two             | 2016 | [ 8 ]     |
| "TT" ‡                                          | Sam Lewis Black Eyed Pilseung                                                             | Twicecoaster: Lane 1 | 2016 | [ 1 ]     |
| "Three Times A Day (하루에 세번)"               | Kim Won Dia                                                                               | Signal               | 2017 | [ 11 ]    |
| "Turtle (거북이)"                               | Jeong Ho-hyun                                                                             | Twicetagram          | 2017 | [ 2 ]     |
| "The Best Thing I Ever Did (올해 제일 잘한 일)" | J.Y. Park Park Ji-min Jake K (Full8loom)                                                  | The Year of Yes      | 2018 | [ 19 ]    |
| "Turn It Up"                                    | Sana earattack                                                                            | Fancy You            | 2019 | [ 13 ]    |
| Thank you, Family                               |                                                                                           | Perfect World        | 2021 |           |

## U
| Bài hát    | Writer | Album          | Năm  | Chú Thích |
| ---------- | ------ | -------------- | ---- | --------- |
| Up no more | Jihyo  | Eyes wide open | 2020 |           |

## W
| Bài hát           | Writer                                                              | Album          | Năm  | Chú thích    |
| ----------------- | ------------------------------------------------------------------- | -------------- | ---- | ------------ |
| "Woohoo"          | Jinri Glory Face                                                    | Page Two       | 2016 | [ 8 ]        |
| "Wow"             | Mafly Ponde Lee Mi-so Kako Pop Time Kriz                            | Twicetagram    | 2017 | [ 2 ]        |
| "What Is Love?" ‡ | J.Y. Park                                                           | What Is Love?  | 2018 | [ 10 ]       |
| "Wake Me Up"      | Natsumi Watanabe Atsushi Shimada Louise Frick Sveen Albin Nordqvist | Wake Me Up BDZ | 2018 | [ 5 ] [ 17 ] |
| "Wishing"         | Eri Osanai Albi Albertsson Kanata Okajima                           | BDZ            | 2018 | [ 5 ]        |
| Trick it          | Dahyun JQ                                                           | Feel Special   | 2019 |              |

## Y
| Bài hát                          | Writer                                           | Album       | Năm  | Chú thích |
| -------------------------------- | ------------------------------------------------ | ----------- | ---- | --------- |
| "You in My Heart (널 내게 담아)" | Jeong Ho-hyun Choi Hyun-jun                      | Twicetagram | 2017 | [ 2 ]     |
| "Yes or Yes" ‡                   | Sim Eun-jee David Amber Andy Love                | Yes or Yes  | 2018 | [ 3 ]     |
| "Young & Wild"                   | Chaeyoung Kim Hyun-yoo Kim Petras CJ Abraham MXK | Yes or Yes  | 2018 | [ 3 ]     |